# Capella de Nossa Senhora de Guadalupe (Raposeira)
La Capella de Nossa Senhora de Guadalupe, també coneguda com a Ermita de Nossa Senhora de Guadalupe, i tradicionalment com a Aguadelupe, és un edifici religiós del municipi de Vila do Bispo, al districte de Faro, a Portugal. Va ser construïda probablement al segle xv, tot i que deu tenir arrels en un edifici més antic. Es considera un dels monuments històrics més rellevants de la regió, per la seua arquitectura gòtica i tardogòtica, i a la seua relació amb l'infant D. Henrique. Fou classificada Monument Nacional al 1924.

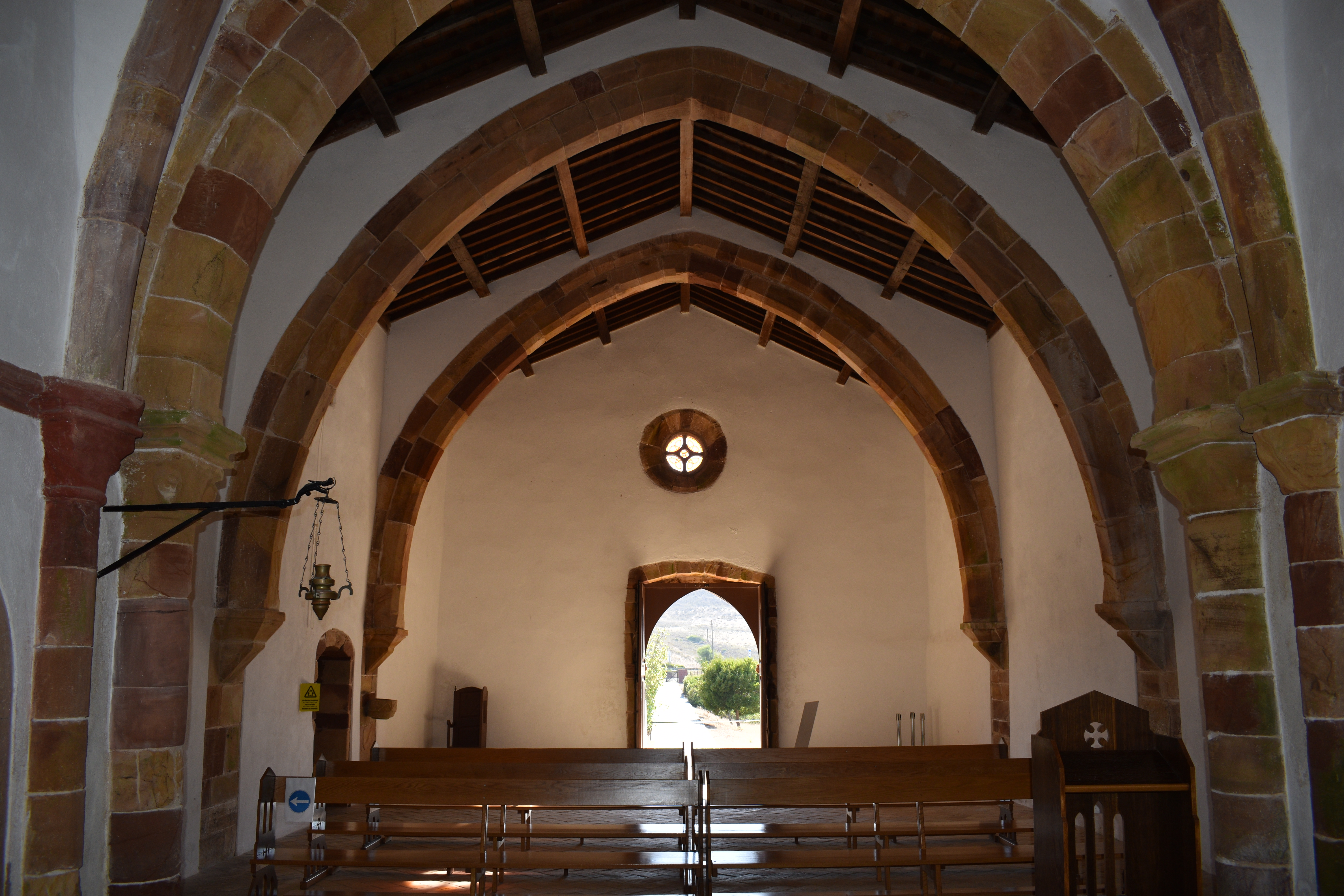
Interior de la capella, vist des de l'altar major. Al fons se'n troba l'entrada principal

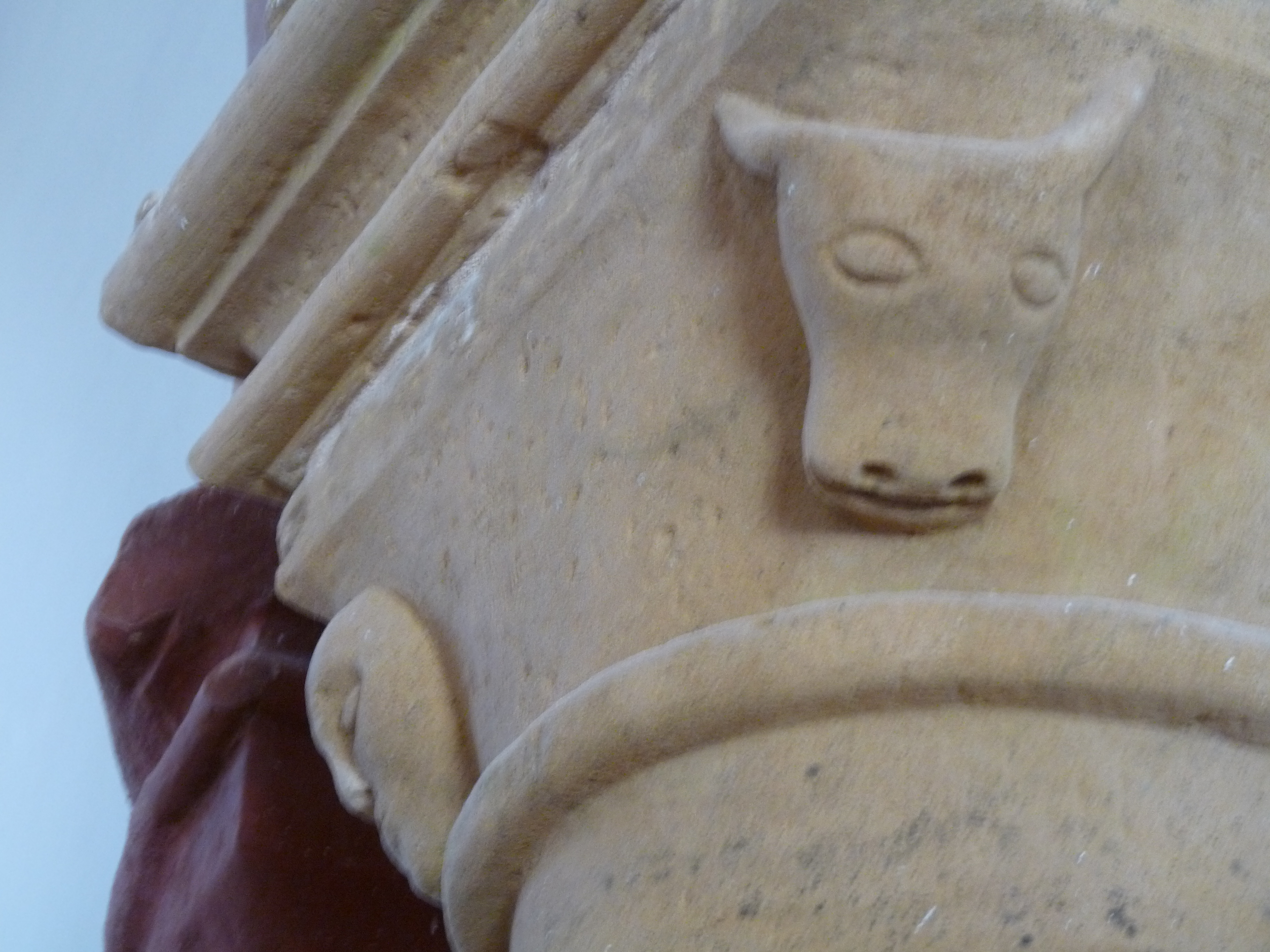
Detall d'un capitell, amb un cap humà i un d'animal

## Descripció
L'edifici està situat prop de la carretera de Lagos, entre els llogarets de Figueira i Raposeira, a uns dos quilòmetres d'aquest últim. Se situa en una vall als contraforts de la serra d'Espinhaço de Caô, a la zona del promontori de Sagres.(6)
La capella té una aparença molt austera i sòlida, composta per una sola nau de tres trams, suportada a les parets laterals per grans contraforts esglaonats.(1) La cobertura és de dues aigües folrades de teula, amb algunes gàrgoles. A la façana frontal hi ha una porta ogival, d'una arquivolta, i les bases i les impostes són d'estil romànic.(7)
La teulada és suportada per dos arcs ogivals, sobre quatre mènsules en grossos arcbotants. La nau està separada de la capella major per un arc triomfal.(6) La capella té forma rectangular, de doble tram, i és coberta per una volta suportada per creueria ogival.(7) Les representacions vegetals i animals, tant en els capitells com en els tancaments, poden estar inspirades en espècies de la regió.(8) Un element d'interés de l'interior de l'edifici és la pila baptismal, de construcció simple, que està suspesa en una de les pilastres del primer arc de la nau.(6)
Els elements dels acordonats i les figures humanes presenten un estil típic del gòtic tardà, i les cordes, màscares i xàrcies poden ser una al·lusió a l'alliberament dels cristians capturats pels pobles islàmics, motiu associat a la devoció a Nossa Senhora de Guadalupe. La composició sòbria de l'edifici és reforçada per la reduïda presència d'elements decoratius i de buits que permeten la il·luminació.(1) La forma de l'edifici i els contraforts permet una comparança amb els temples gòtics construïts durant el regnat de Dionís I, i n'és diferent només en les dimensions i en la il·luminació, sobretot de la capella major.(1) La finestra del fons de l'absis i la planta rectangular de la capella major també són típiques de finals del gòtic, i creen així una barreja d'estils que indiquen que l'edifici ha estat alterat després de la seua construcció.(1)
La capella no conté inscripcions, tret de dues possibles lletres I (referents al terme llatí Ioannes - João).(6) Algunes parts de l'ermita encara presenten una construcció en gres local, en diverses tonalitats, entre el roig fosc i el groc.(7) L'edifici és considerat un dels rars exemples de l'arquitectura medieval de l'Algarve, per haver sobreviscut al sisme de 1755, i potser és la construcció religiosa més antiga en aquesta part de Portugal.

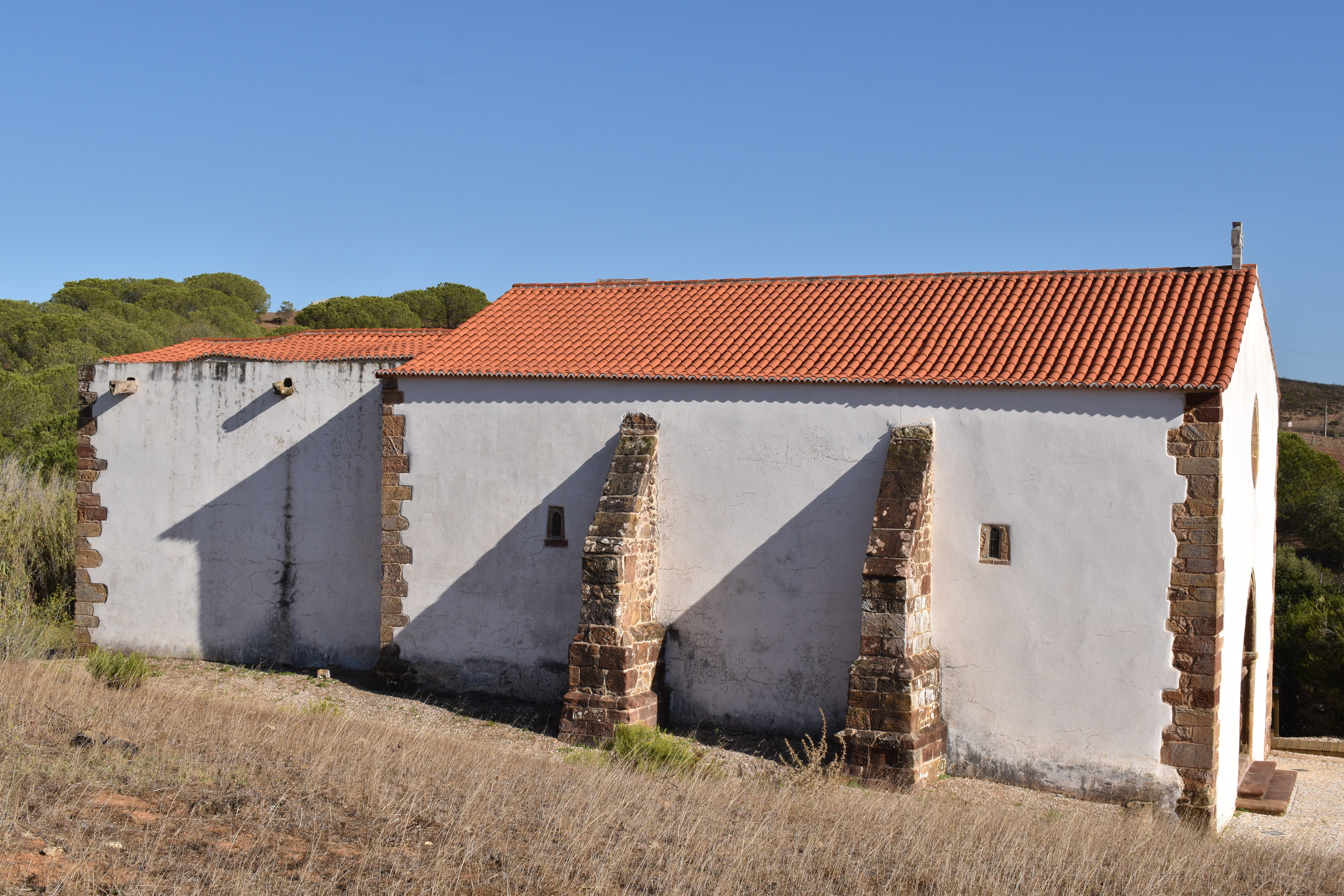
Nord de la capella, amb els contraforts i les gàrgoles

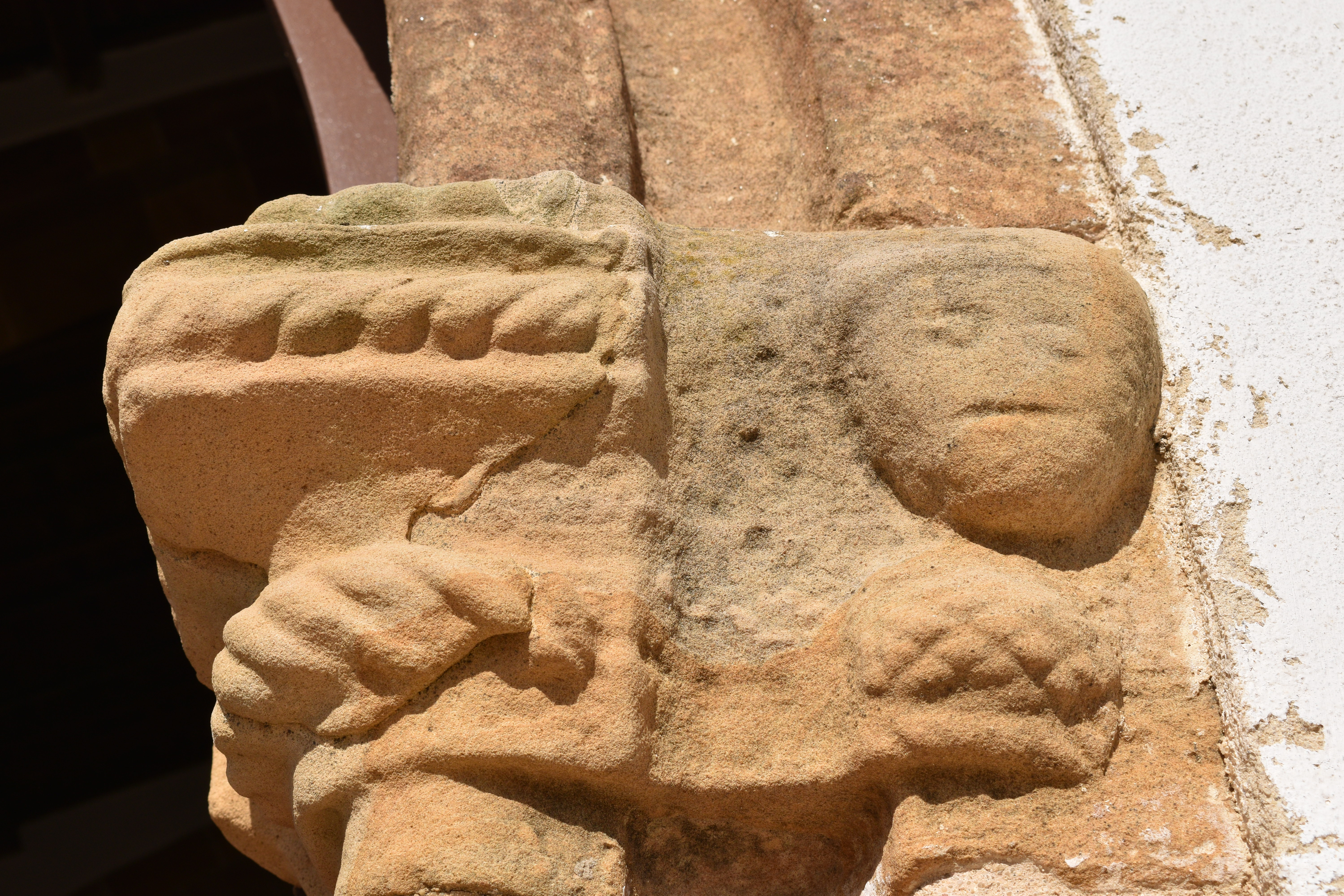
Detall d'un capitell del portal principal, amb cordons i un cap humà

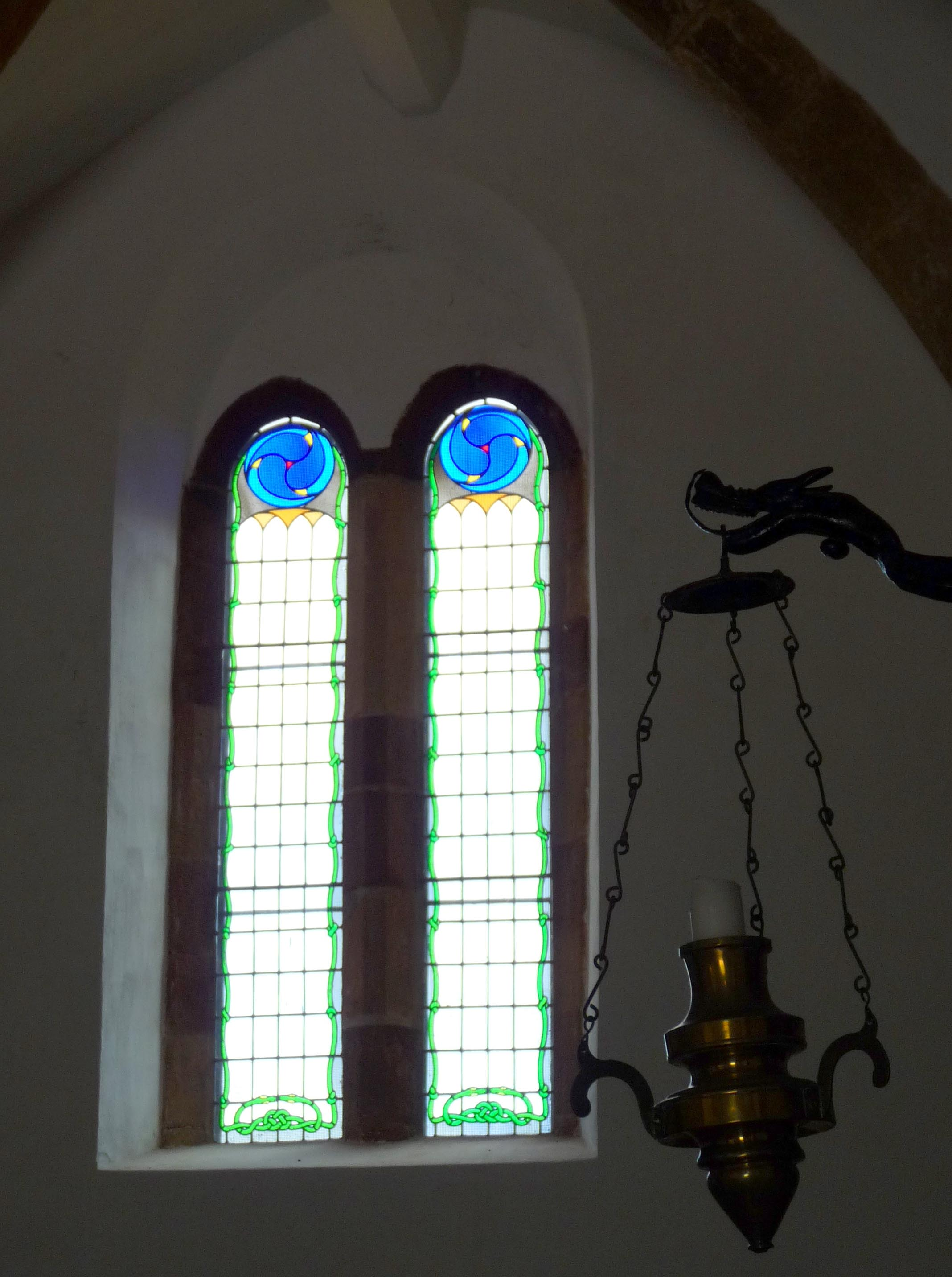
Finestral sobre l'altar major

## Història

### Antecedents i construcció
L'indret on es troba el monument degué estar habitat des del Neolític, doncs s'ha trobat, rere l'edifici junt a l'ermita, una premsa que fou utilitzada des d'aquella època fins a l'edat mitjana. Junt a la capella també aparegué un menhir, atribuït al Neolític.
La Capella de Nossa Senhora de Guadalupe no és l'únic exemple de construcció d'un temple cristià junt a antigues estructures d'altres religions a l'Algarve; per exemple, l'Església de Nossa Senhora do Verde, a Portimão, també fou instal·lada en una zona coneguda pels seus monuments megalítics, junt a un antic edifici romà, que podia haver estat un temple. Aquest procés, que pot estar relacionat amb una temptativa de cristianitzar les estructures altres religions, va sorgir en altres punts del país, com ara a Milreu, on l'antic temple romà fou reaprofitat per al culte cristià. L'Església da Senhora do Verde també tenia un paper molt important relacionat amb la fertilitat agrícola, igual que la Capella de Nossa Senhora de Guadalupe s'insereix en tradicions relacionades amb el ramat i els conreus.
L'edifici es dedicà a Nossa Senhora de Guadalupe, el culte a la qual començà a Astúries al segle xiii, i arribà a Portugal després de la batalla del Salado, el 1340.(8) La llegenda de Nossa Senhora de Guadalupe està associada a navegants i mariners, als combats contra els musulmans i al rescat dels cristians capturats, la qual cosa podria explicar la instal·lació d'un temple en la seua invocació al Barlavento Algarvio, una zona extrema del país que era sovint assolada per pirates islàmics.(9) Alguns dels elements decoratius de l'edifici també presenten figures que poden relacionar-se amb els cristians presos. L'historiador Manuel Castell Ramos considera que l'edifici es construí durant el regnat d'Alfons V, quan l'infant D. Henrique ja circulava per aquesta regió del Barlavento Algarvio.(2) Altres teories n'apunten la construcció al segle xiii, pels Templers, o en el segle XIV.(7) Manuel Castell Ramos va admetre la hipòtesi que podria haver existit un edifici anterior, tal vegada demolit per un sisme, i que haja estat després reconstruït, potser utilitzant els antics materials.(2) 
L'edifici és conegut sobretot per la seua relació amb l'infant D. Henrique, que segons la tradició hi hauria orat en les dècades de 1450 i 1460.(8) Amb efecte, la quinta junt a la capella podria haver estat ocupada per l'infant, com a part del seu exili a l'Algarve després de la desastrosa batalla de Tànger, els darrers anys de la seua vida.(2) Hi ha relats de la presència de l'infant a Raposeira, on es va trobar amb el navegador italià Alvise Cadamosto. El temple podria estar referenciat pel cronista Gomes Eanes de Azurara en la seua obra Crònica de Guinea, en què parlava d'una ermita de Santa Maria da água de Lupe, al terme de Lagos.(8) Així, l'edifici presenta una importància històrica múltiple, no sols és un dels més antics monuments gòtics de la zona, sinó també un testimoni del període dels descobriments, unit als viatges de l'infant entre Lagos i la seua vila de Sagres.(3)

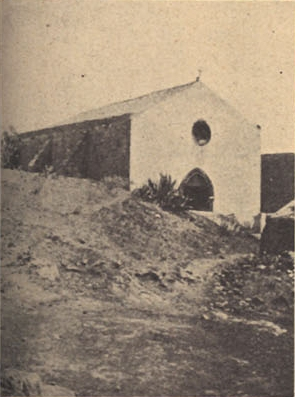
Fotografia de la capella al 1928

### Segle XX
Fou classificada com a Monument Nacional pel Decret núm. 9842/24, de 20 de juny. El 1928, l'edifici fou restaurat per la Direcció General d'Edificis i Monuments Nacionals.(8) 

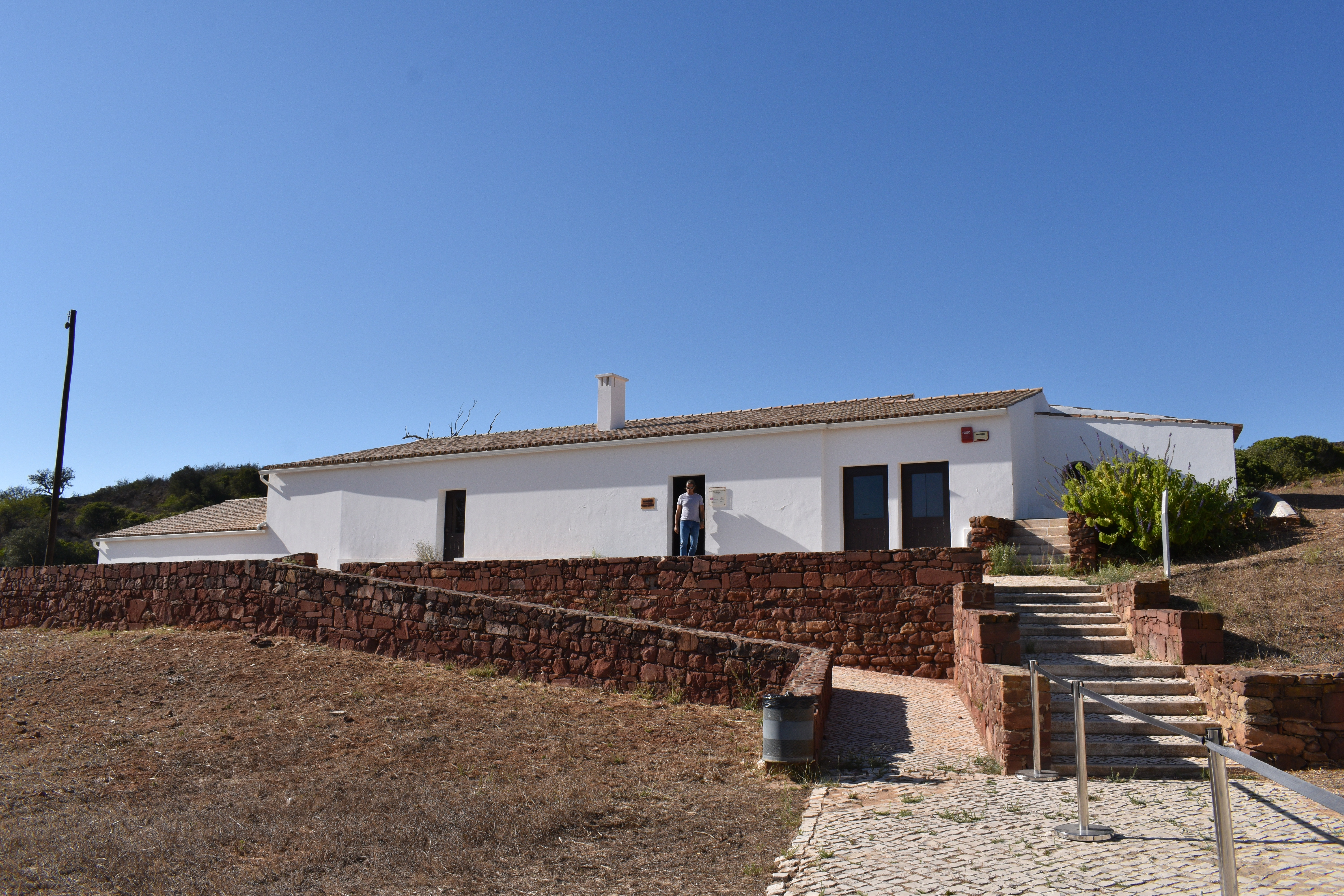
Centre d'interpretació de la capella

### Segle XXI
El 2002, l'Institut Portugués del Patrimoni Arquitectònic restaurà la capella.(8) 

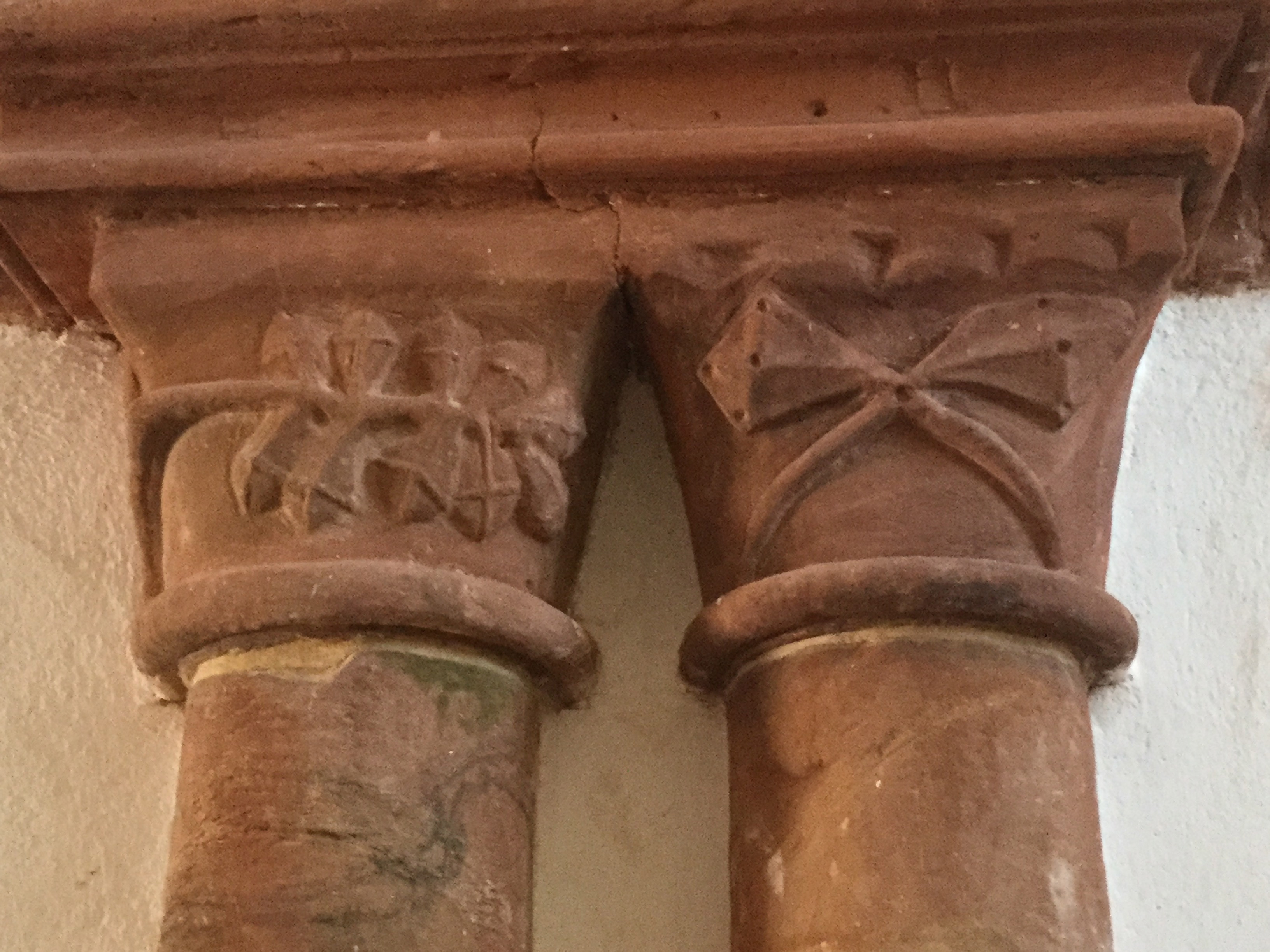
Detall de dos capitells, amb motius vegetals